# Mionochroma elegans
Mionochroma elegans là một loài bọ cánh cứng trong họ Cerambycidae.